# Municipio de Buffalo (condado de Perry)
El municipio de Buffalo  (en inglés: Buffalo Township) es un municipio ubicado en el condado de Perry en el estado estadounidense de Pensilvania. En el año 2000 tenía una población de 1.128 habitantes y una densidad poblacional de 21 personas por km².

## Geografía
El municipio de Buffalo se encuentra ubicado en las coordenadas 40°31′00″N 77°00′59″O / 40.51667, -77.01639.

## Demografía
Según la Oficina del Censo en 2000 los ingresos medios por hogar en la localidad eran de $47,011 y los ingresos medios por familia eran $49,563. Los hombres tenían unos ingresos medios de $37,039 frente a los $26,250 para las mujeres. La renta per cápita para la localidad era de $21,434. Alrededor del 4,0% de la población estaban por debajo del umbral de pobreza.